# Naiara Harry
Naiar Lima (Soledade, 26 de abril de 1960), mais conhecida como Naiara Harry, é uma atriz brasileira.

## Cinema

### Longa-Metragem
- 2008 - Dias e Noites[1]
- 2007 - Maio
- 2004 - Diário de um Novo Mundo - Francisca[2]
- 2002 - Concerto Campestre - Sinhá Gonçalves[3]
- 1998 - O Duelo[4]

### Curta-Metragem
- 2008 - Quem Não Dança, Dança - Leonice[5]
- 2008 - Quando Casar Sara[6].
- 2008 - Fogo (Fire)
- 2005 - Reencontro - Lurdes
- 2004 - Francisca a Rainha dos Pampas

## Teatro
- 2014 - Um Dia Assassinaram Minha Memória - Direção Décio Antunes e Carlota Albuquerque
- 2011 - Cabaré do Ivo - Direção Maurício Guzinski e Laura Backes
- 2010 - Mães e Sogras..... Anita[7]
- 2002 - Ano Novo, Vida Nova[8]
- 2000 - As Núpcias de Teodora

## Prêmios
- 2000 - As Núpcias de Teodora (Melhor atriz coadjuvante, 8º Festival Nacional de Teatro de Florianópolis Isnard Azevedo)[9].